# Saar-Verlag
Der Saar-Verlag wurde von Matthias Lackas und Johannes Hoffmann ins Leben gerufen. Die französische Zone lizenzierte den Verlag am 21. Februar 1946, die offizielle Gründung erfolgte jedoch erst am 21. April 1947. Lackas nahm die Position des Geschäftsführers ein und teilte sich diesen Posten mit einem zweiten Geschäftsführer, Vogt. Als Vertreter des Geschäftsführers notiert die Verlagskartei des Börsenvereins Johannes Flicek. Zum Verlagslektor machte man Heinz Dieckmann.
Das Programm des Saar-Verlags trug anfänglich vor allem die Handschrift Hans Bangers. Doré Ogrizek, der Besitzer des Odé-Verlags in Paris, hatte während des Kriegs mit der Zentrale der Frontbuchhandlungen zusammengearbeitet, und war hierüber mit deren Leiter Banger in Kontakt gekommen. Der Frankreich-Band, der aus dieser Kooperation resultierte, erschien im Saar-Verlag in der Reihe „Die Bunte Welt“ neben weiteren Bänden, zu Ländern der Welt. Arthur-Heinz Lehmann, der während des Kriegs im Verlag der Zentrale der Frontbuchhandlungen in Brüssel verlegt worden war, erschien im Saar-Verlag wieder.
Mit Alfred Mungenast, Heinz Dieckmann, Johannes Kirschweng, Carl Conrath und Gustav Regler gewann das Unternehmen daneben eine spezifisch saarländische Perspektive.
Lackas und Banger schieden früh aus dem Unternehmen. Banger stieg in die Schiller-Buchhandlung im Marbach ein. Lackas musste das Unternehmen 1949 infolge der chaotischen finanziellen Praktiken verlassen, die unter ihm gediehen.
Der Saar-Verlag wurde in den West-Ost-Verlag überführt, der wiederum 1960 im Universitas Buchverlag, Saarbrücken aufging.